# Per Husebø
Per Husebø (ur. 18 czerwca 1976 w Hafrsfjord), znany również jako Dirge Rep – norweski muzyk, kompozytor, wokalista, autor tekstów i multiinstrumentalista, a także grafik i producent muzyczny. Per Husebø znany jest przede wszystkim jako perkusista death-blackmetalowego zespołu Gehenna. W latach 1997–2003 grał w vikingmetalowej formacji Enslaved. Wraz z grupą dwukrotnie uzyskał nominację do nagrody norweskiego przemysłu fonograficznego - Spellemannprisen.
Od 2002 roku wraz z Christerem "Taipanem" Jensenem współtworzy projekt Orcustus. Z kolei w 2005 roku wraz z Danielem "Vrangsinnem" Salte powołał formację pod nazwą Secht. Jako muzyk sesyjny i koncertowy współpracował z zespołami Emperor, Gorgoroth oraz formacją Rogera Rasmussena - Nattefrost. Muzyk współpracował ponadto z takimi zespołami jak: 122 Stab Wounds, Craft, Nettlecarrier, Aura Noir, Neetzach czy World Destroyer.